# 杨高坚
杨高坚（1913年9月28日—1995年1月20日），圣名弥厄尔，男，湖南石门人，中国天主教人物，1958年10月26日晉牧為常德教區主教。曾任第五、六、七、八届全国政协委员。